# 刘勇 (湖南少将)
刘勇（1963年1月—）湖南省长沙市人，中国人民解放军少将。

## 生平
1979年进入湖南师范大学中文系学习。1983年8月入伍，进入长沙工程兵学院学习。一年以后的1984年，以工兵实习排长的身份，到老山前线参加两山轮战。1985年5月，共青团中央、中国人民解放军总政治部组织“保边疆、献青春”演讲报告团，邀请前线英模代表在全国巡回演讲，刘勇被选为该报告团成员。该报告团先后在北京、长沙、上海、武汉等11个城市进行七十余场演讲，直接听众三十余万人，尤其引起了青年大学生的热烈反响。但刘勇发现许多青年大学生其实并不真正理解前线战士。在一次座谈会上，北京师范大学的马立竟同学要求刘勇给他们题字，刘勇便在他们的班级日志上写下“理解万岁”四字。该题字被《中国青年报》记者发现并迅速报道。1985年5月17日，《中国青年报》还发表了题为《理解万岁》的专题评论。此后，刘勇多次在接受媒体采访时介绍了“理解万岁”的内涵。“理解万岁”由此在全国传播，在青年人中产生了共鸣。
刘勇在部队历任排长、秘书、指导员、副教导员，中国人民解放军总参谋部政治部青年干事、青年组组长，中国人民解放军总参谋部政治部协理员，中国人民解放军总参谋部政治部组织部部长，中国人民解放军总参谋部镇江船艇学院政委，中国人民解放军总参谋部通信部政治部副主任，中国人民解放军理工大学政治部主任。2017年，任新组建的中国人民解放军陆军步兵学院政治委员。
刘勇曾任中国共青团第十三、十四、十五届中央委员。